# Joseph Kosuth
Joseph Kosuth (Toledo, EE. UU., 1945) es un artista estadounidense. 

## Biografía
Nacido en Toledo (Ohio) en 1945.
Estudiaba en Toledo (1965) y completó su formación en la School of Visual Arts de Nueva York. Pronto se convirtió en uno de los más importantes líderes del arte conceptual, llegando al rechazo absoluto de cualquier tipo de producción de obras, debido a su carácter ornamental. Sus ideas quedan recogidas en el ensayo Art after Philosophy (Studio international, 1969), en el que cita a Duchamp y sus “ready – mades” como verdaderos creadores de la revolución artística, en cuanto paso de la apariencia al concepto. Enuncia el principio de que una obra de arte es una tautología, llegando a expresar que “el arte es, de hecho, la definición del arte”. Aborda el tema artístico como un problema filosófico y lingüístico, lo que le acerca al Art and Language Group. 
Formado básicamente en el campo artístico, también llevó a cabo estudios de filosofía y antropología. Su trayectoria demuestra su conocimiento y afinidad con los métodos de investigación propuestos por los filósofos del lenguaje L. Wittgenstein y A. J. Ayer. 
La obra de 1969 Art after Philosophy era su principal manifiesto y el lugar donde desarrollaba la base teórica de sus obras. Sus creaciones más conocidas llevan por título Investigaciones (por Wittgenstein) y consisten en dispositivos que examinan y reclasifican realidades mediante el uso del texto, cuya función es explorar la naturaleza del arte y conducirlo a su desmaterialización.

## Obras destacadas
- One and three chairs, 1965
- Four colours four words, 1966
- A four color sentence